# Río Guendá
El Río Guendá, también llamado Río Güendá, es un río de las tierras bajas de Bolivia.
El Río Guendá tiene una longitud total de 99 km, nace como el Río Espejillos en el borde oriental del Parque Nacional Amboró en las Lomas de Espejillos, una zona montañosa en las estribaciones orientales de Bolivia. Todo el curso del río está en el departamento de Santa Cruz, su nacimiento está en la parte sur del municipio de Porongo en la provincia Andrés Ibáñez, de allí desemboca en el municipio de Portachuelo en la provincia Sara, donde desemboca en el río Piraí, a unos 10 km al suroeste de la ciudad de Montero.
La parte alta del río Guendá, el río Espejillos, es un destino popular para los habitantes de la región metropolitana de Santa Cruz de la Sierra. El río ha formado aquí un paisaje agreste con pequeños desfiladeros por los que discurre en una sucesión de pozas naturales con pequeños y grandes saltos de agua, el más alto de los cuales alcanza los 20 metros de altura. En torno a este río se ha creado el Área Protegida Departamental Monumento Natural Espejillos, al cual se accede por la ruta troncal Ruta 7, que va desde Santa Cruz en dirección suroeste hasta San José. Allí se cruza el río Piraí y se siguen otros 16 km de camino de tierra y ripio en dirección oeste.
En su curso posterior, el río Espejillos se une con el río Los Negros y el río Las Conchas, rico en agua, para formar el río Guendá, que tiene un ancho de 500 metros en su desembocadura.

## Protección
En 2021 se creó una nueva Unidad de Conservación de Patrimonio Natural (UCPN) denominada Güendá-Urubó, ubicado en el Urubó y en las nacientes del río Guendá. Fue creada debido a que la zona es la principal fuente de agua para la zona de expansión de la ciudad de Santa Cruz de la Sierra, además que se trata de una zona que tiene al menos cuatro ecosistemas bien conservados.